# 魏特费尔德
魏特费尔德是德国莱茵兰-普法尔茨州的一个市镇。总面积8.49平方公里，总人口2408人，其中男性1221人，女性1187人（2011年12月31日），人口密度284人/平方公里。